# Clyst St Lawrence
Clyst St Lawrence – wieś i civil parish w Anglii, w Devon, w dystrykcie East Devon, położona nad rzeką Clyst. W 2001 civil parish liczyła 105 mieszkańców. Clyst St. Lawrence jest wspomniana w Domesday Book (1086) jako Clist.